# 고양시 (선거구)
고양시는 대한민국의 옛 국회의원 선거구이다. 당시 경기도 고양시 지역을 관할했다.

## 역사
1992년 2월, 고양군 전 지역이 고양시로 승격되었다. 이에 제14대 국회의원 선거를 앞두고 고양군 선거구가 고양시 선거구로 개편되었다.
1996년 3월, 고양시에 구제가 실시되면서 덕양구와 일산구가 설치되었다. 이에 제15대 국회의원 선거를 앞두고 고양시 덕양구 선거구와 고양시 일산구 선거구로 분리되면서 폐지되었다.

## 역대 국회의원
| 선거   | 정당 | 정당       | 의원   |
| ------ | ---- | ---------- | ------ |
| 1992년 |      | 민주자유당 | 이택석 |

## 역대 선거 결과

### 대한민국 제14대 국회의원 선거
|  | 32.34% |

|  | 28.08% |

|  | 21.08% |

|  | 13.42% |

|  | 5.06% |